# 汉腾汽车
汉腾汽车有限公司（简称“汉腾汽车”，英语：Hanteng Autos），成立于2013年11月，位于江西省上饶市经济技术开发区，是一家全新的以传统动力汽车、新能源汽车、关键汽车零部件的研发、生产、销售为核心业务的民营整车制造企业。汉腾汽车的前身是一家名为“江环汽车”的改装乘用车辆资质的企业，位于江西省的赣州市，并不拥有整车生产资质，资产整合后通过资质升级的方式，才取得了汽车整车生产资质。

## 发展历程
- 2013年11月，由江西蓝途汽车有限公司投资成立。
- 2013年12月，汉腾汽车产业园项目开工奠基。
- 2014年6月，新能源项目投入建设，汉腾BMS项目正式启动，其生产厂区总投资额37亿，一期项目占422亩。
- 2015年12月，工厂正式竣工，首款车型汉腾X7同期下线。
- 2017年9月，与俄罗斯德尔维斯（DERWAYS）汽车公司正式签署了合作协议，成功开辟了汉腾汽车首个海外市场。
- 2017年11月，汉腾X7S与X7 PHEV在广州车展联合上市。

## 子公司
- 汉腾新能源汽车科技有限公司
- 锐展（铜陵）科技有限公司
- 江西汉腾新能源汽车有限公司
- 江西汉腾汽车销售有限公司
- 赣州江环汽车制造有限公司
- 江西特莱特斯科技有限公司
- 江西优特汽车服务有限公司
- 江西氢电科技有限公司
- 江西奥卡汽车配件有限公司
- 杭州都凌汽车研发有限公司

## 主要车型
- 汉腾X7
- 汉腾X5，2017年10月26日，在古都西安隆重上市，售价为5.98万—10.68万元。
- 汉腾X7S，2017年11月17日，在第十五届广州国际汽车展览会上市，售价为9.98万—11.98万元。
- 汉腾X7 PHEV，2017年11月17日，在第十五届广州国际汽车展览会上市，官方售价为 22.98万—24.98万元。

## 企业荣誉
汉腾汽车从上市以来，先后荣获“2016中国汽车三四级市场年度新锐品牌”、“2016年度新晋自主品牌SUV”、“2016年度自主SUV”、“中国汽车2016年度杰出车型”、“2017年车联网技术创新奖”、“2017车联网最具成长性企业奖”、“2017年度性价比车型”、“中国汽车营销创新大奖  最佳品牌传播创新优秀奖”、“最值得期待SUV——汉腾X5”、“年度最佳口碑中国品牌SUV——汉腾X7”、“中国汽车金咖奖-最佳营销团队奖”等奖项。